# 八橋鯲沼町
八橋鯲沼町（やばせどじょうぬまちょう）は秋田県秋田市にある町。郵便番号は010-0964。住居表示実施済み。

## 地理
秋田市の中央部、八橋地域の中では北部に位置する。東側で秋田県道56号秋田天王線（通称・新国道）に面しており、沿道は自動車関係を中心に専門店の多い商業地区となっている。西部は住宅地である。北は八橋大畑一丁目、東は泉中央一丁目・二丁目、南は八橋新川向・八橋三和町、西は八橋大沼町に接する。
当町及び八橋大畑は、分割前の旧大字として大字八橋の区域がまったく含まれず、全域が大字泉の一部から成立している。新国道を境として西が八橋とされたためにこのような変更となった。

## 歴史

### 沿革
- 1982年（昭和57年）5月1日 - 住居表示実施に伴い、八橋鯲沼町が成立する。

### 町名の変遷
以下はすべて住居表示実施に伴う変更。
| 実施後     | 実施年月日     | 実施前（各字名ともその一部）     |
| ---------- | -------------- | -------------------------------- |
| 八橋鯲沼町 | 昭和57年5月1日 | 泉字大橋 いずみ あざおおはし     |
| 八橋鯲沼町 | 昭和57年5月1日 | 泉字大畑 いずみ あざおおはた     |
| 八橋鯲沼町 | 昭和57年5月1日 | 泉字鯲沼 いずみ あざどじょうぬま |

## 世帯数と人口
2020年（令和2年）10月1日現在の世帯数と人口は以下の通りである。
| 町丁       | 世帯数  | 人口  |
| ---------- | ------- | ----- |
| 八橋鯲沼町 | 237世帯 | 514人 |

## 交通

### 鉄道
地区内に鉄道は通っていない。最寄り駅は泉菅野二丁目にあるJR東日本奥羽本線泉外旭川駅。

### バス
地区内にバス停はない。最寄りバス停は秋田中央交通のマツダ前、八橋大畑。

### 道路
- 秋田県道56号秋田天王線（新国道）

## 施設
- 秋田新国道郵便局
- 秋田日産自動車
- 秋田ダイハツ
- 秋田自動車学校
- 白百合保育園
- スーパードラッグメガ新国道店